# Liste du patrimoine culturel immatériel de l'humanité au Vanuatu
Cet article recense les pratiques inscrites au patrimoine culturel immatériel au Vanuatu.

## Statistiques
Le Vanuatu ratifie la convention pour la sauvegarde du patrimoine culturel immatériel le 22 septembre 2010. La première pratique protégée est inscrite en 2008.
En 2016, le Vanuatu compte 1 élément inscrit au patrimoine culturel immatériel, sur la liste représentative.

## Listes

### Liste représentative
Les éléments suivants sont inscrits sur la liste représentative du patrimoine culturel immatériel de l'humanité :
| Élément                             | Type                                                                               | Subdivision | Année | Lien  | Notes | Illus. |
| ----------------------------------- | ---------------------------------------------------------------------------------- | ----------- | ----- | ----- | ----- | ------ |
| Les dessins sur le sable de Vanuatu | pratiques sociales, rituels et événements festifs traditions et expressions orales |             | 2008  | 00073 |       |        |

### Patrimoine immatériel nécessitant une sauvegarde urgente
Le Vanuatu ne compte aucun élément listé sur la liste du patrimoine immatériel nécessitant une sauvegarde urgente.

### Registre des meilleures pratiques de sauvegarde
Le Vanuatu ne compte aucune pratique listée au registre des meilleures pratiques de sauvegarde.